# Basilica dei Santi Ambrogio e Carlo al Corso
Santi Ambrogio e Carlo al Corso, anche conosciuta solo come San Carlo al Corso, è una basilica minore rettoria di Roma, chiesa "nazionale" dei lombardi residenti a Roma. La sua costruzione iniziò nel 1612, in sostituzione di un edificio del X secolo. Il titolo cardinalizio della chiesa appartiene tradizionalmente all'arcivescovo di Milano. Dal 1906 è officiata dai rosminiani.

## Storia

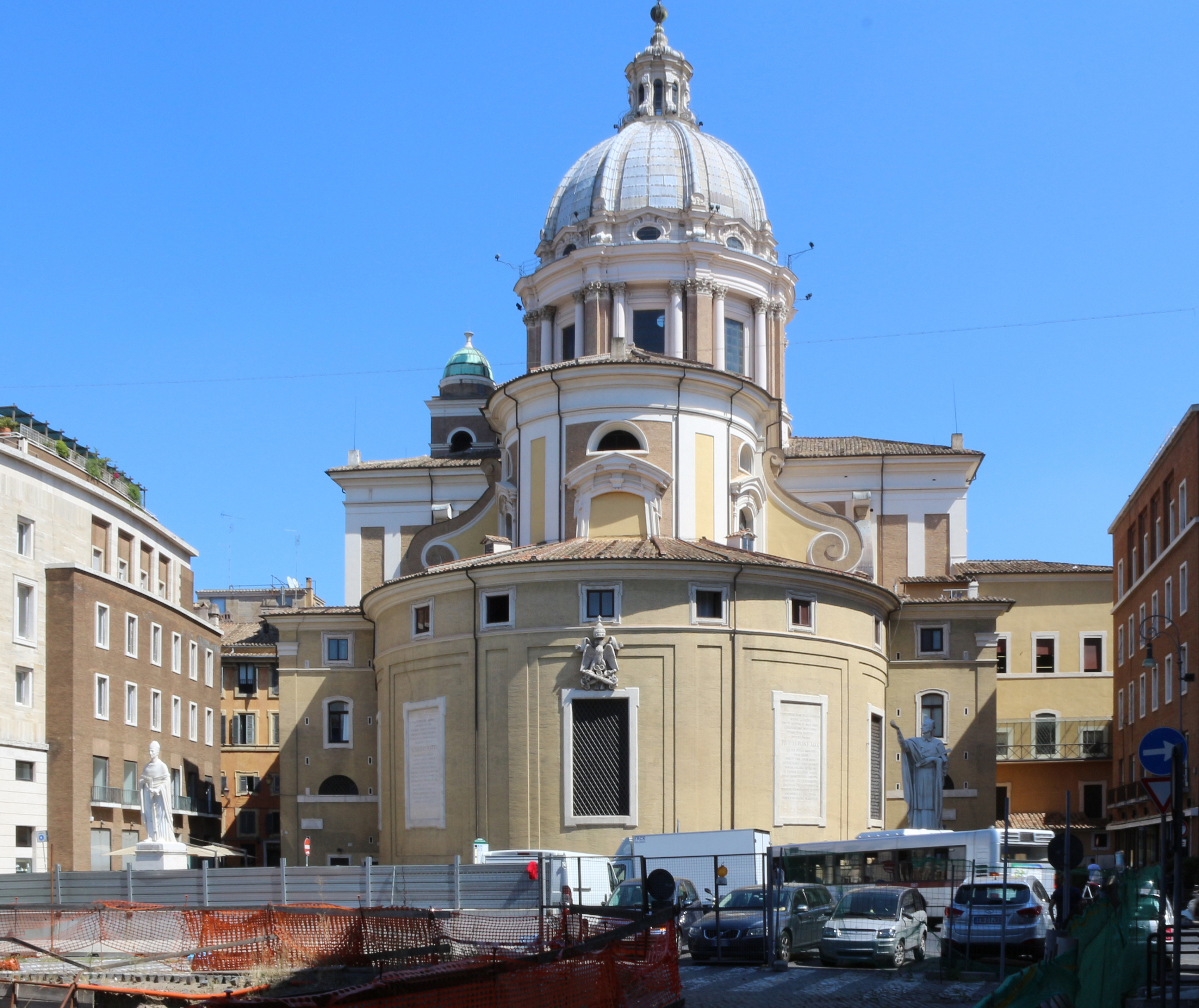
Veduta dell'abside e della cupola.

Il 29 agosto 1471 papa Sisto IV approvò la fondazione della Confraternita dei Lombardi, molto numerosi a Roma, e diede loro come sede la Chiesa di San Nicola (o Niccolò) de Toffo in Campo Marzio. Questa antica chiesa, già menzionata in documenti papali del X secolo, fu ribattezzata col nome di sant'Ambrogio cui fu aggiunto quello di San Carlo dopo la canonizzazione di Carlo Borromeo nel 1610, e fu sede dalla confraternita (diventata poi Arciconfraternita dei Santi Ambrogio e Carlo della Nazione Lombarda) fino alla costruzione dell'attuale chiesa, sul posto stesso di quella precedente, che fu demolita. Vi è conservato come reliquia il cuore di san Carlo Borromeo.
I lavori per l'attuale chiesa, inizialmente progettata da Onorio Longhi, iniziarono nel 1612. La novità del progetto fu la scelta, per il presbiterio, di un ampio deambulatorio dietro l'altare maggiore, unico a Roma, volutamente ispirato all'architettura del duomo di Milano.
Il cantiere continuò a rilento per mancanza di fondi; da segnalare il breve coinvolgimento di Borromini e quello, più continuativo, di Martino Longhi il Giovane, che eseguì un disegno non realizzato per una facciata concava serrata tra due campanili cilindrici scanditi da un affollamento di colonne in travertino.

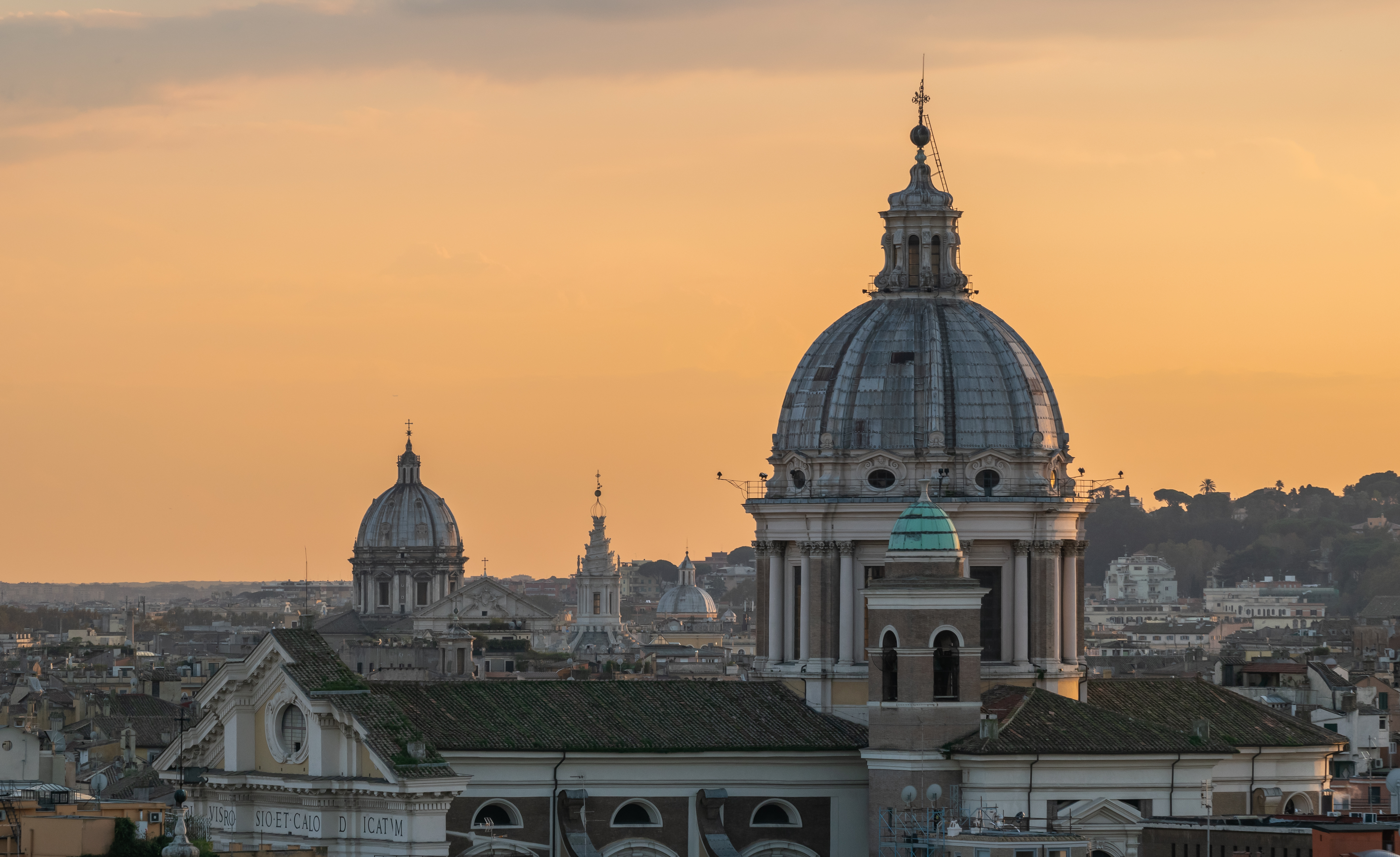
Veduta della cupola progetta da Pietro da Cortona.

La facciata, il cui disegno si deve al Luigi Alessandro Omodei, fu realizzata nel 1964 sotto la direzione di Gian Battista Menicucci e dal frate cappuccino Mario da Canepina, mentre il disegno della cupola, terminata nel 1688, è l'ultima importante opera architettonica di Pietro da Cortona.
Dal 1906, la cura della basilica è affidata ai sacerdoti dell'Istituto della Carità.
La chiesa è diventata basilica minore con il breve Lombardi in Urbe di papa Pio XI del 21 dicembre 1929.
In questa basilica sono stati ordinati vescovi Angelo Giuseppe Roncalli, il 19 marzo 1925, il milanese Efrem Forni, il 20 febbraio 1938 e Clemente Riva, il 22 giugno 1975. Proprio quest'ultimo, nel 1966 fu rettore della basilica.

## Descrizione

### Architettura

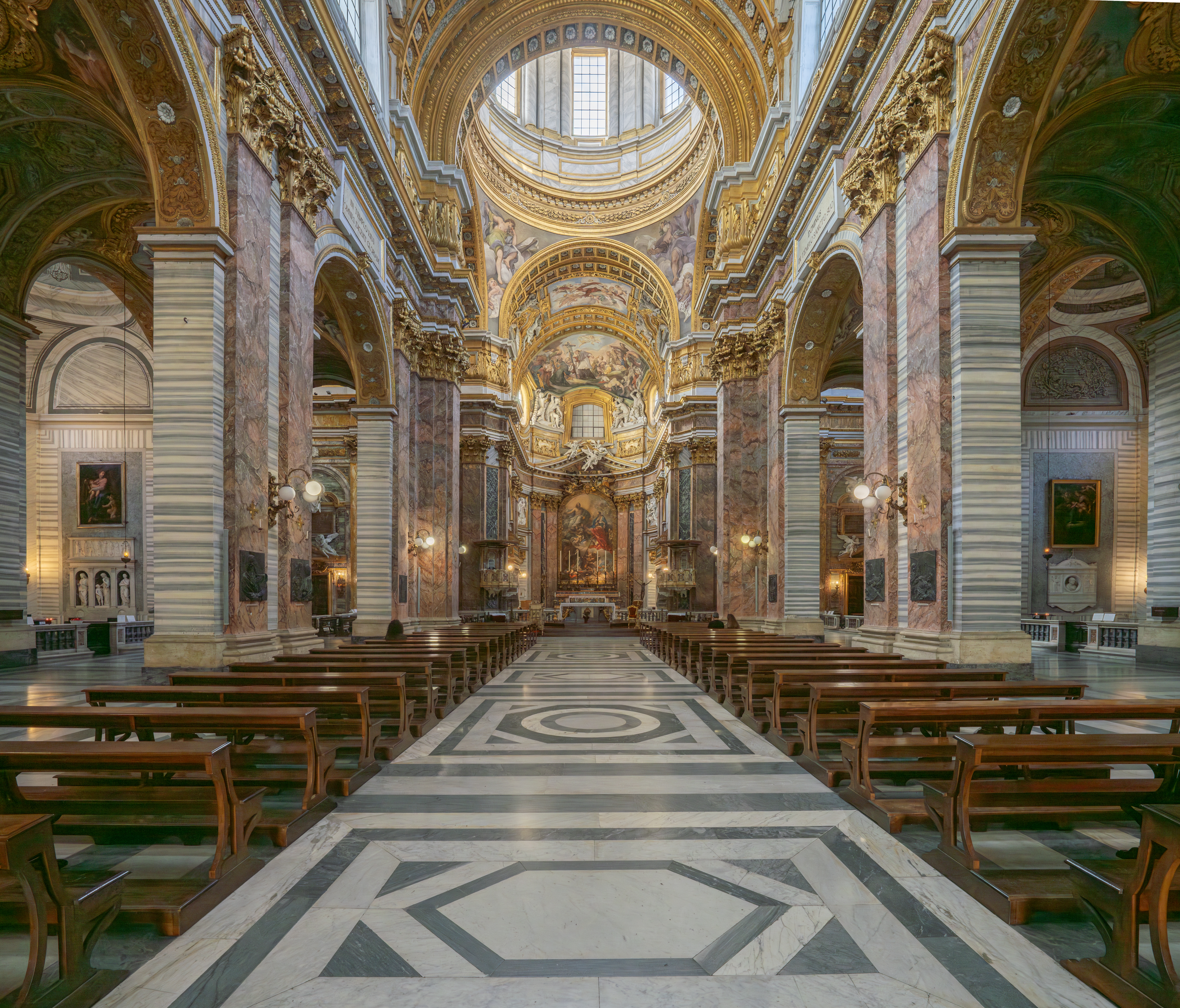
L'interno

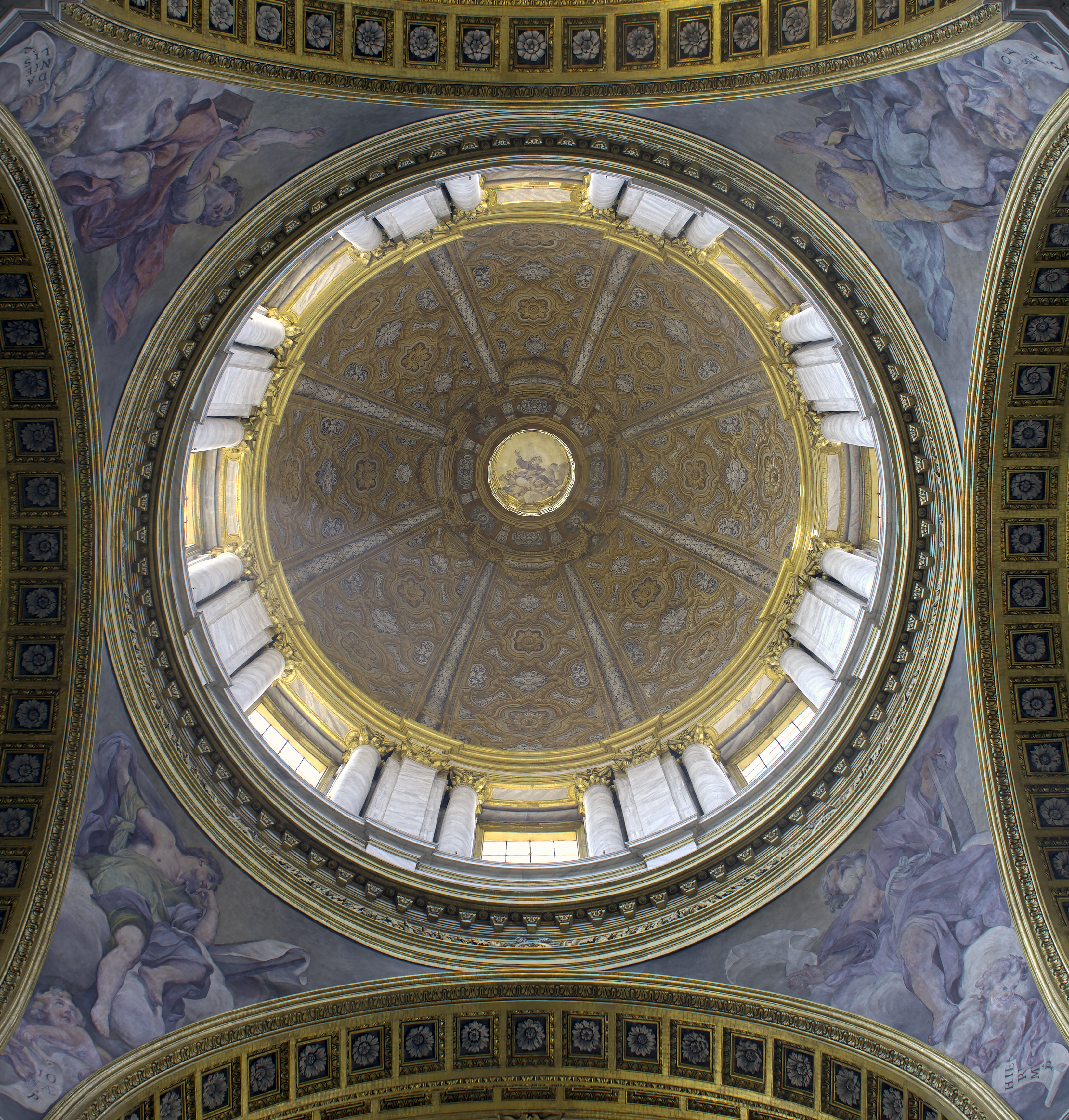
La cupola.

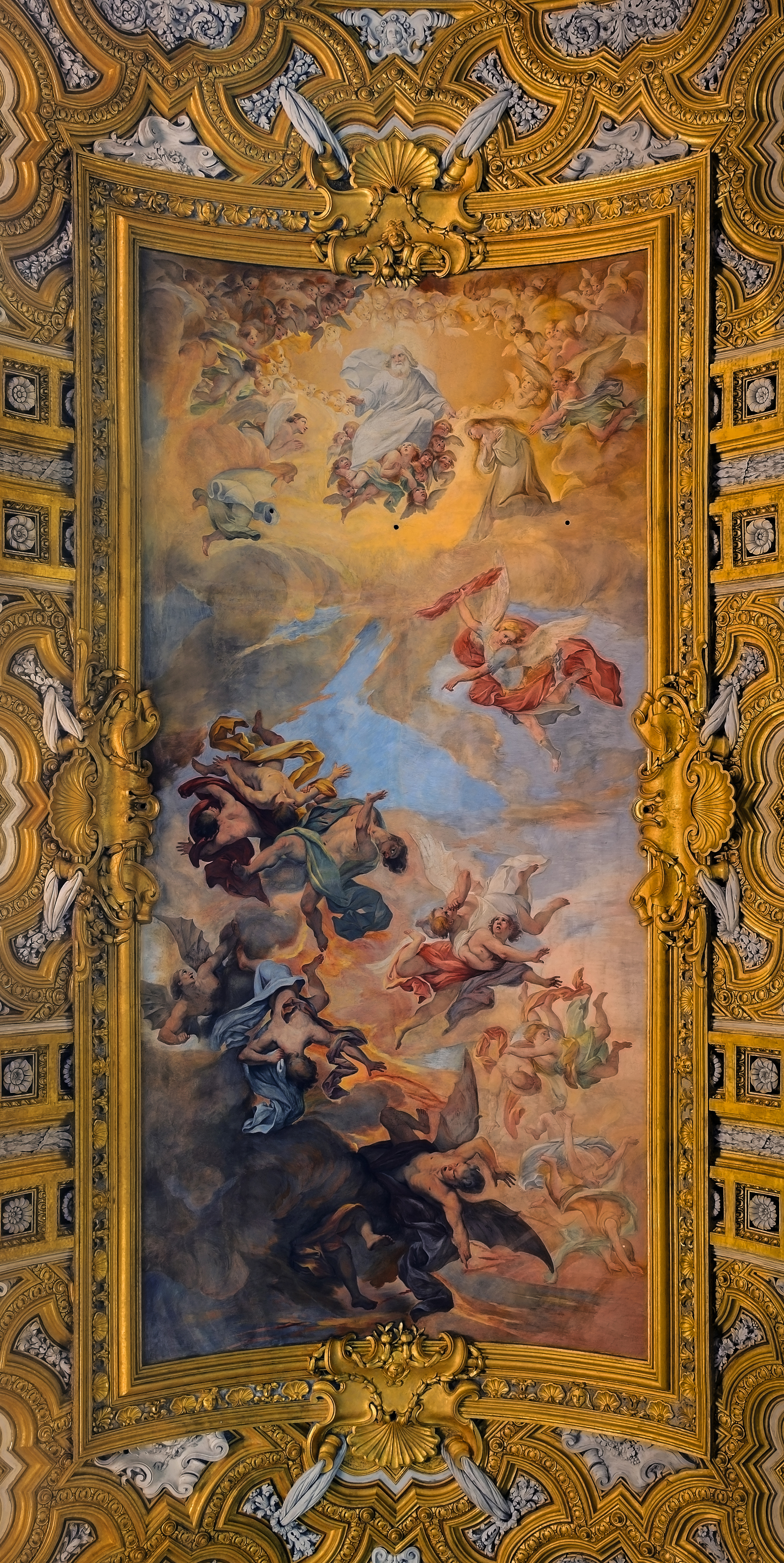
La caduta degli Angeli Ribelli di Giacinto Brandi

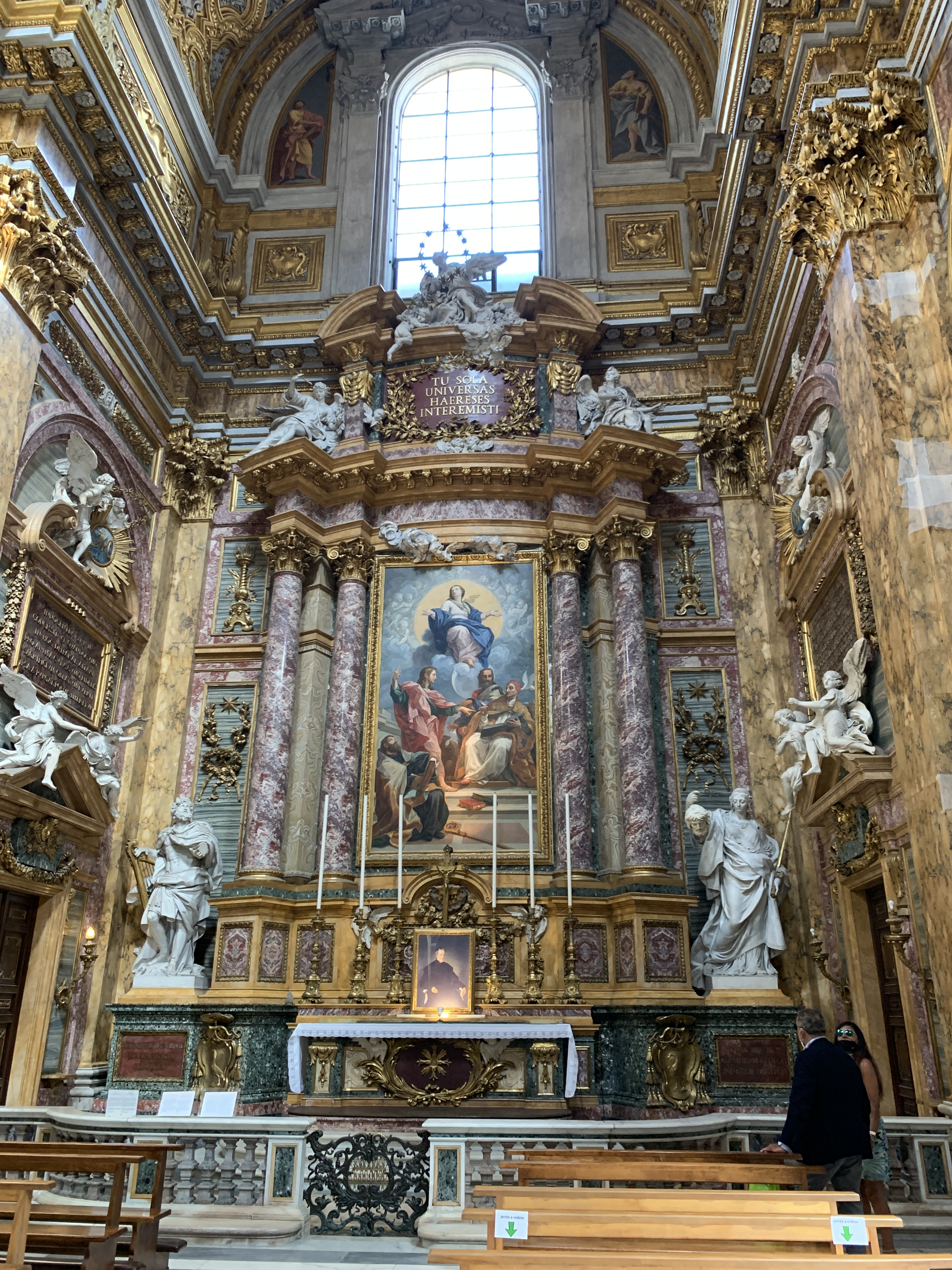
L'altare.

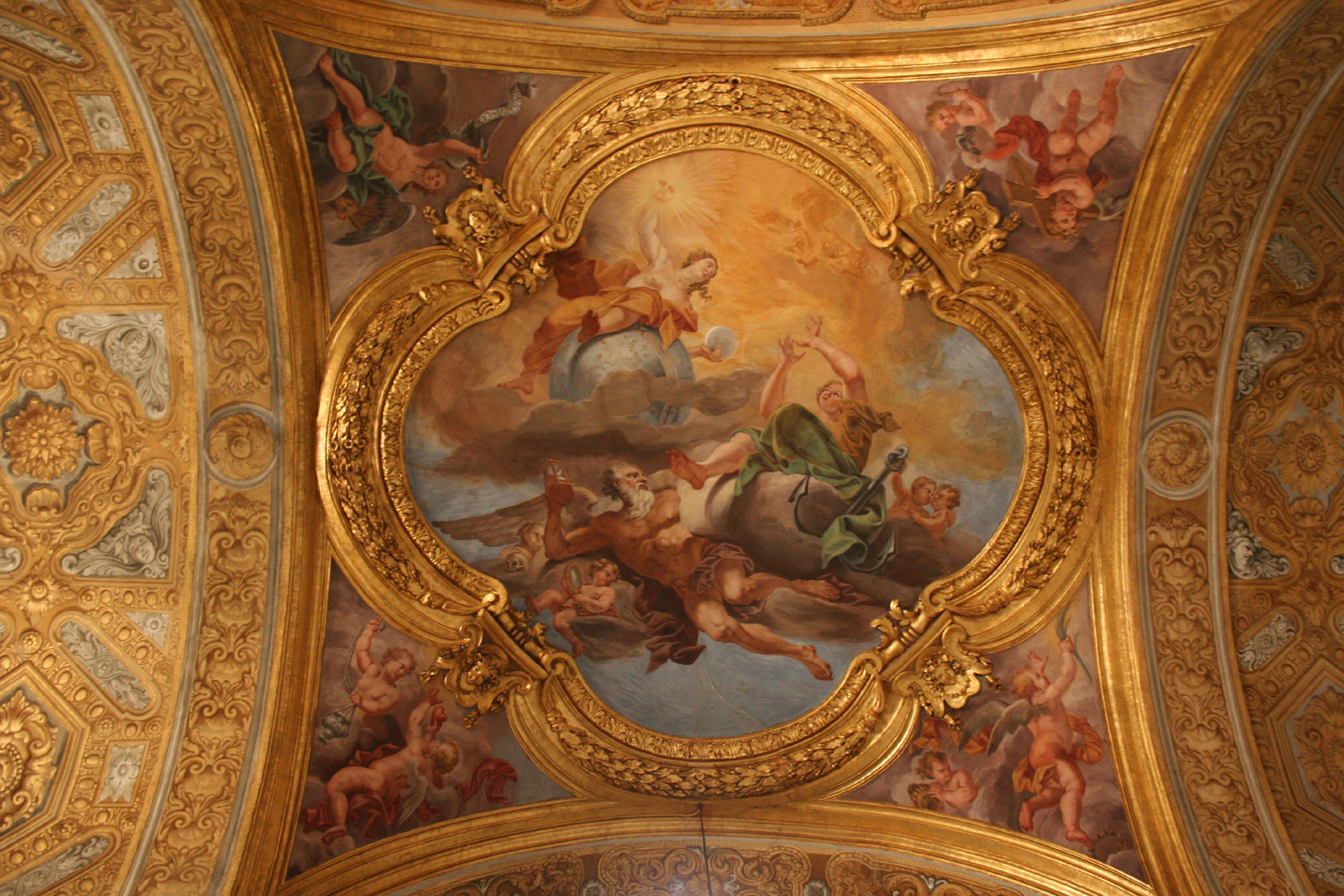
Affresco "Speranza e verità" di Pio Paolini

La basilica a tre navate ha la pianta a croce latina, una particolarità è l'ambulacro, che gira intorno al presbiterio come prosecuzione delle due navate.
La cupola, la quinta di Roma per ampiezza, (dopo il Pantheon, la basilica di San Pietro in Vaticano, la chiesa di Sant'Andrea della Valle e la basilica dei Santi Pietro e Paolo) presenta un alto tamburo dove si affacciano diverse finestre che illuminano l'interno della chiesa.
L'interno molto luminoso, ricco di stucchi (decorazione di Giacomo e Cosimo Fancelli), finti marmi e affreschi, è uno degli esempi più caratteristici dello sfarzo teatrale del tardo barocco romano. La volta della navata centrale, il catino dell'abside e i pennacchi della cupola (simile a quella della chiesa dei Santi Luca e Martina) con i profeti sono affrescati da Giacinto Brandi e Giovanni Battista Beinaschi. Sempre di Brandi sono i dipinti dei Santi in gloria nei bracci del transetto.
All'esterno, ai lati dell'abside e di fronte all'antico Mausoleo di Augusto, si trovano due gigantesche statue dei santi titolari, tra le più grandi di Roma.

### Opere
La volta della navata centrale, La caduta degli Angeli Ribelli è un affresco realizzato Giacinto Brandi, tra il 1676-79, che rappresenta San Michele Arcangelo che guida la milizia degli angeli di Dio contro gli angeli ribelli condotti da Lucifero.
La volta della prima campata della navata destra è affrescata da Paolo Albertoni, mentre nella prima cappella a sinistra va ricordata la pala con La profezia di San Barnaba di Pier Francesco Mola; nella chiesa è anche conservato un dipinto di Pier Francesco Mazzucchelli detto il Morazzone.

#### Navata destra
- “Moderazione” di Paolo Albertoni;
- “Giustizia, Pace, Legge e Verità” di Girolamo Troppa;
- "Religione, forza, purezza e castità" di Giovanni Battista Beinaschi;
- La seconda cappella è dedicata a Maria Ausiliatrice (Maria Auxilium Christianorum), ha un'immagine della Vergine donata da San Vincenzo Pallotti nel XIX secolo;
- La terza cappella è dedicata alla Sacra Famiglia.

#### Navata sinistra
- "Fede" di Luigi Garzi;
- “Misericordia” di Francesco Rosa;
- "Speranza e verità" di Pio Paolini;
- Sul lato sinistro è raffigurato il Redentore e i Santi Ambrogio e Carlo, oltre al monumento sepolcrale di Federico Borromeo;
- Nella cappella dedicata a San Filippo Neri San Luigi Gonzaga tra gli appestati (a destra) e La comunione di San Stanislao Kostka (a sinistra) di Giacomo Zoboli entrambi del 1726;
- La Cappella “Sant'Olaf di Norvegia”, olio su tela di Pius Welonski, è dedicata al re martire convertitosi al cristianesimo e ucciso nella battaglia di Stiklestad nel 1030. La cappella fu inaugurata dal cardinale Lucido Maria Parocchi il 9 aprile 1893, nel 50º anniversario della prima Messa celebrata legalmente in Norvegia dopo la Riforma. Il dipinto, dell'artista polacco Pius Weloński, raffigura la vittoria del re vichingo sul proprio passato pagano, rappresentato da un drago. Era un dono, presentato il 3 marzo 1893, a Papa Leone XIII per il 50º anniversario della sua ordinazione episcopale, dal vescovo Johannes Olav Fallize, allora vicario apostolico di Norvegia. Un'immagine più piccola sull'altare mostra Sant'Anna e sua figlia, la Beata Vergine. Sant'Anna era una santa molto popolare nella Norvegia pre-Riforma. Nell'altare sono sepolte le reliquie di un martire romano, San Saturnino. Non si sa nulla di lui tranne il suo nome.

#### Transetto destro
Altare dell'Immacolata Concezione, fu eretto nel 1769, probabilmente da Paolo Posi per conto del cardinale Erasmo Paravicini, altare che contiene una copia a mosaico dell'Immacolata Concezione di Carlo Maratta a Santa Maria del Popolo. Marmi policromi e bronzo dorato decorano l'altare. Il ritratto è una copia musiva di un dipinto di Carlo Maratta nella Cappella Cybo a Santa Maria del Popolo. Le statue in marmo ai lati dell'altare rappresentano il David (di André Jean Lebrun) e la Giuditta (di Pietro Pacilli) I due personaggi biblici sono ugualmente antenati e - nella loro devozione a Dio - precursori di Maria.

#### Transetto sinistro
"Altare del Santissimo Sacramento" (1929) ad opera di Cesare Bazzani in ricordo del giubileo in carica di Pio XI. costruito. Il dipinto “L'Eterno e gli Angeli in Preghiera” di Tommaso Luini (detto il Caravaggino) era originariamente esposto in una delle cappelle laterali prima di essere spostato nella sede attuale. Due figure in marmo raffigurano allegorie della "Religione" (di Eugenio Maccagnani) e della "Fede" (di Guido Galli).

#### Altare maggiore
Carlo Maratta e Giacinto Brandi furono responsabili del progetto architettonico, che fu completato intorno al 1730. Durante il pontificato di Pio XI è avvenuto un restauro.

#### Deambulatorio
Gli affreschi del soffitto del deambulatorio mostrano rappresentazioni allegoriche simili a quelle delle navate laterali:
- "Devozione" di Carlo Ascensi;
- "Umiltà, preghiera, perfezione e forza" di Giovanni Battista Boncore;
- “Pazienza, tolleranza e prudenza” di Fabrizio Chiari;
- "Vigilanza" di Ludovico Gemignani.

#### Altro

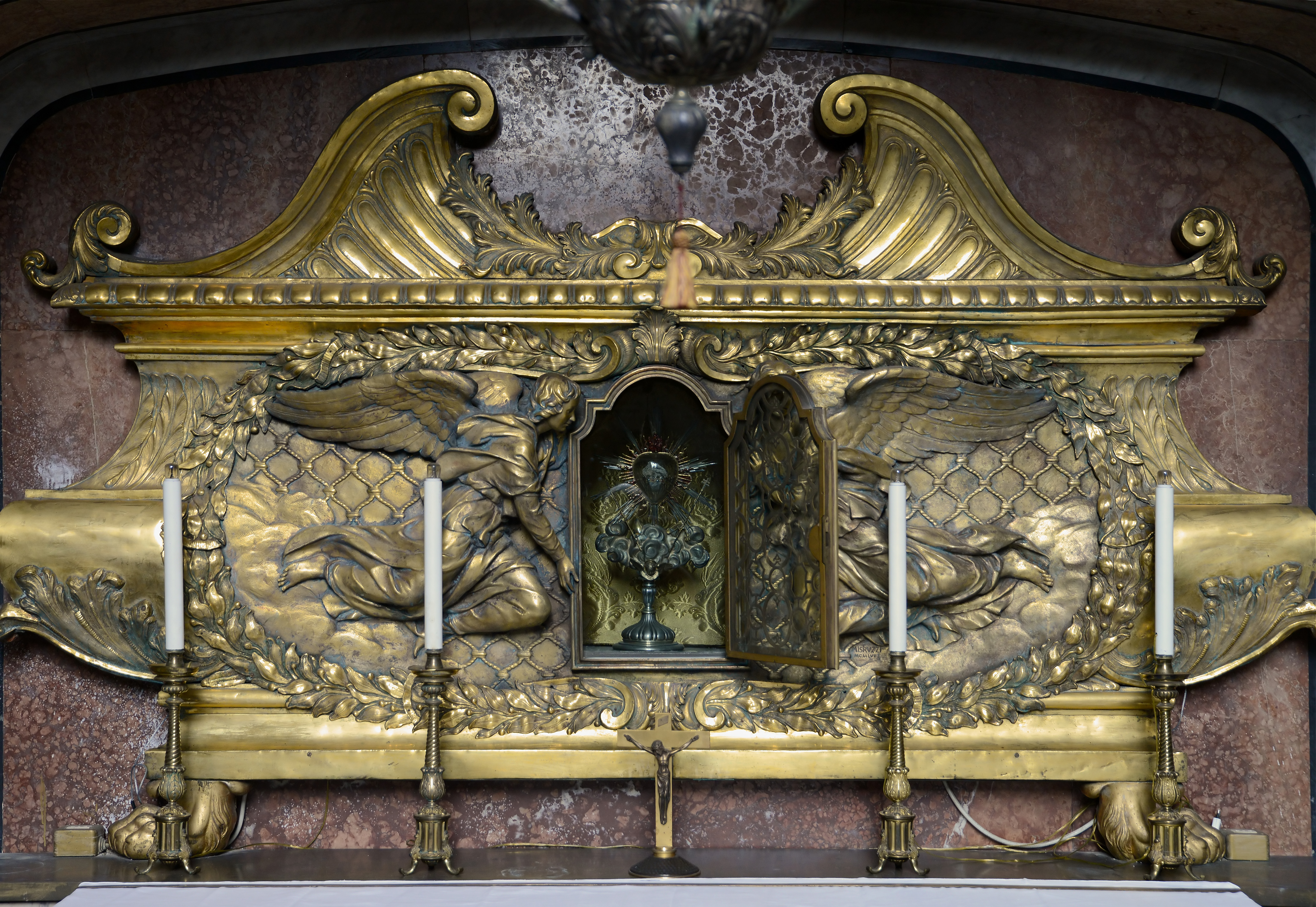
Reliquia del cuore di San Carlo.

Reliquia del cuore di San Carlo. Sul retro dell'altare maggiore si trova un cosiddetto sacello, un altare in cui è custodito come reliquia il cuore di San Carlo Borromeo. Nel 1613 la reliquia fu inviata a Roma da Milano ed esposta in un ostensorio sorretto dalla figura di un angelo e da una base di cristallo. Nel 2011, in occasione del quarto centenario della canonizzazione (1610 - 2010), la reliquia fu inviata ad Acquarica del Capo (LE), sede della prima Parrocchia in Terra d’Otranto dedicata al Santo dove, durante la Santa Messa del 15 maggio presieduta da S.E. il Cardinale Salvatore De Giorgi, fu esposta alla venerazione del popolo con apposizione di una lapide commemorativa nella chiesa dedicata al Santo Patrono. In alto un dipinto con San Carlo in Adorazione della Vergine e del Bambino, assegnato alla scuola di Giacinto Brandi. il quadro “Gloria degli Angeli”, realizzato da Luigi Garzi negli anni 1678-1681, è stato ruotato di 180° rispetto agli altri affreschi, poiché originariamente doveva essere visibile dall'altare maggiore prima che il quadro di Maratta (Gloria dei santi Ambrogio e Carlo) fosse posto sopra il Sacello.
La Basilica conserva anche La Trinità di Tommaso Luini e il busto marmoreo del cardinale Luigi Omodei di Agostino Cornacchini posto nella navata principale.
Si segnalano anche:
- "Discesa dalla Croce" di J. Cornelisz Cobaert
- Le statue dei santi, di Francesco Cavallini.
- Lo scultore italiano contemporaneo Fernando Mario Paonessa ha realizzato per la Basilica due sculture: la Via Crucis, 16 formelle in bronzo di cm 85x15x100, collocata così da guardare verso la navata centrale e il Consummatum Est, in bronzo, alta 250 cm, raffigurante il Cristo sull'albero della vita. Un Cristo dalla figura esile come un'"ombra" etrusca, che si libera dalla croce e, nell'ampio gesto delle mani, indica già la resurrezione.[17]

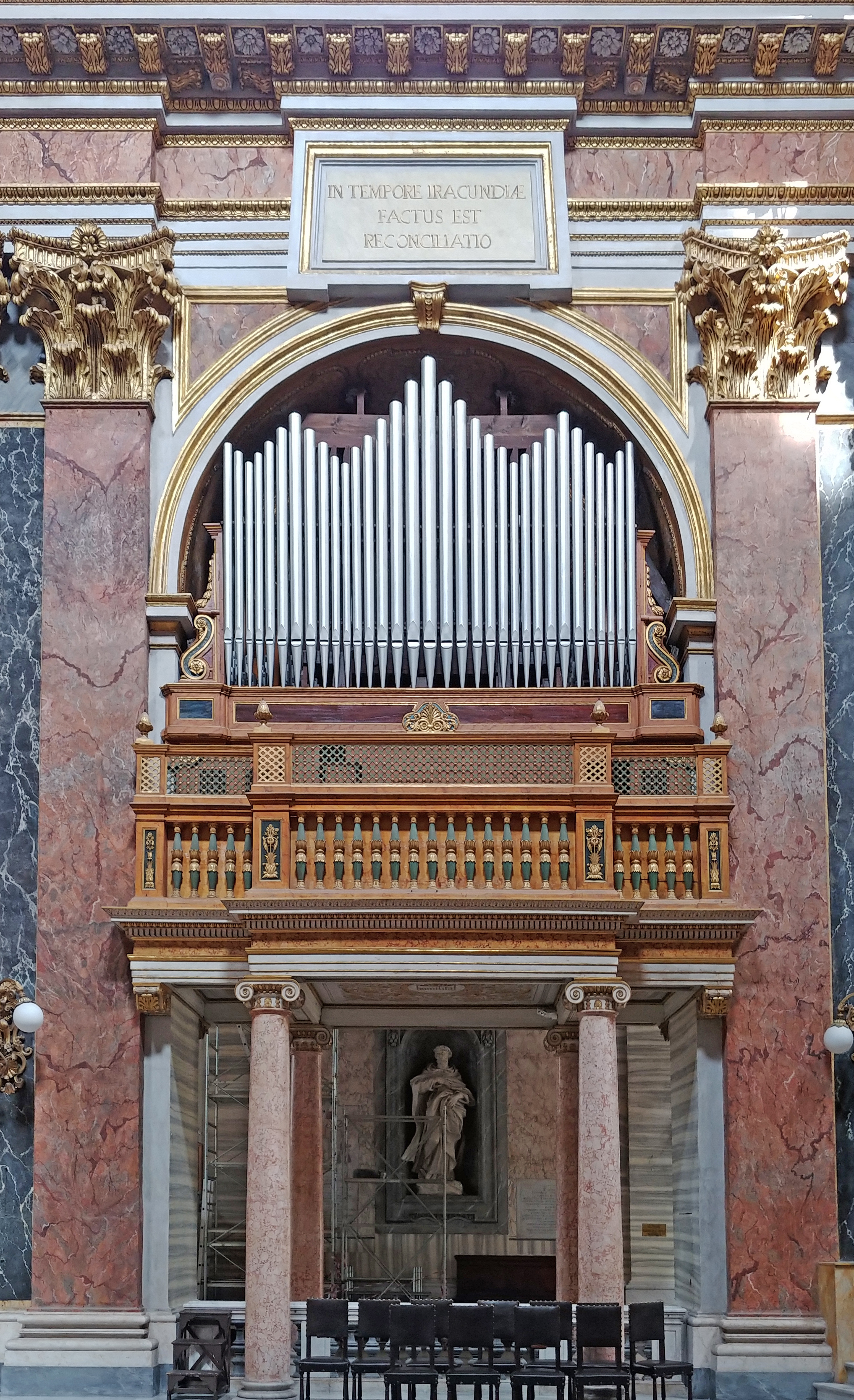
Organo a canne, corpo di destra

#### Opere già nella chiesa
- Moretto, Madonna col Bambino e quattro Dottori della Chiesa, 1540-1545, oggi nello Städelsches Kunstinstitut di Francoforte sul Meno[18].

### Organo a canne
Sulle due cantorie ai lati del presbiterio si trova l'organo a canne ditta Tamburini opus 119, costruito nel 1928 per volere di Papa Pio XI e del cardinale Giovanni Tacci Porcelli. Lo strumento, la cui disposizione fonica fu redatta da Ulisse Matthey, è stato restaurato più volte negli anni. È collocato in due corpi contrapposti, sulle due cantorie ai lati del presbiterio: a sinistra il Positivo espressivo (primo manuale) e parte del Pedale, ed a destra il Grand'Organo (secondo manuale) e l'Espressivo.

### Retro della Chiesa
Nell'ambulacro dietro il santuario si trova una nicchia dove è custodito un reliquiario contenente il cuore di San Carlo. Fu donato alla chiesa nel 1614 dal cardinale Federico Borromeo, cugino del santo.

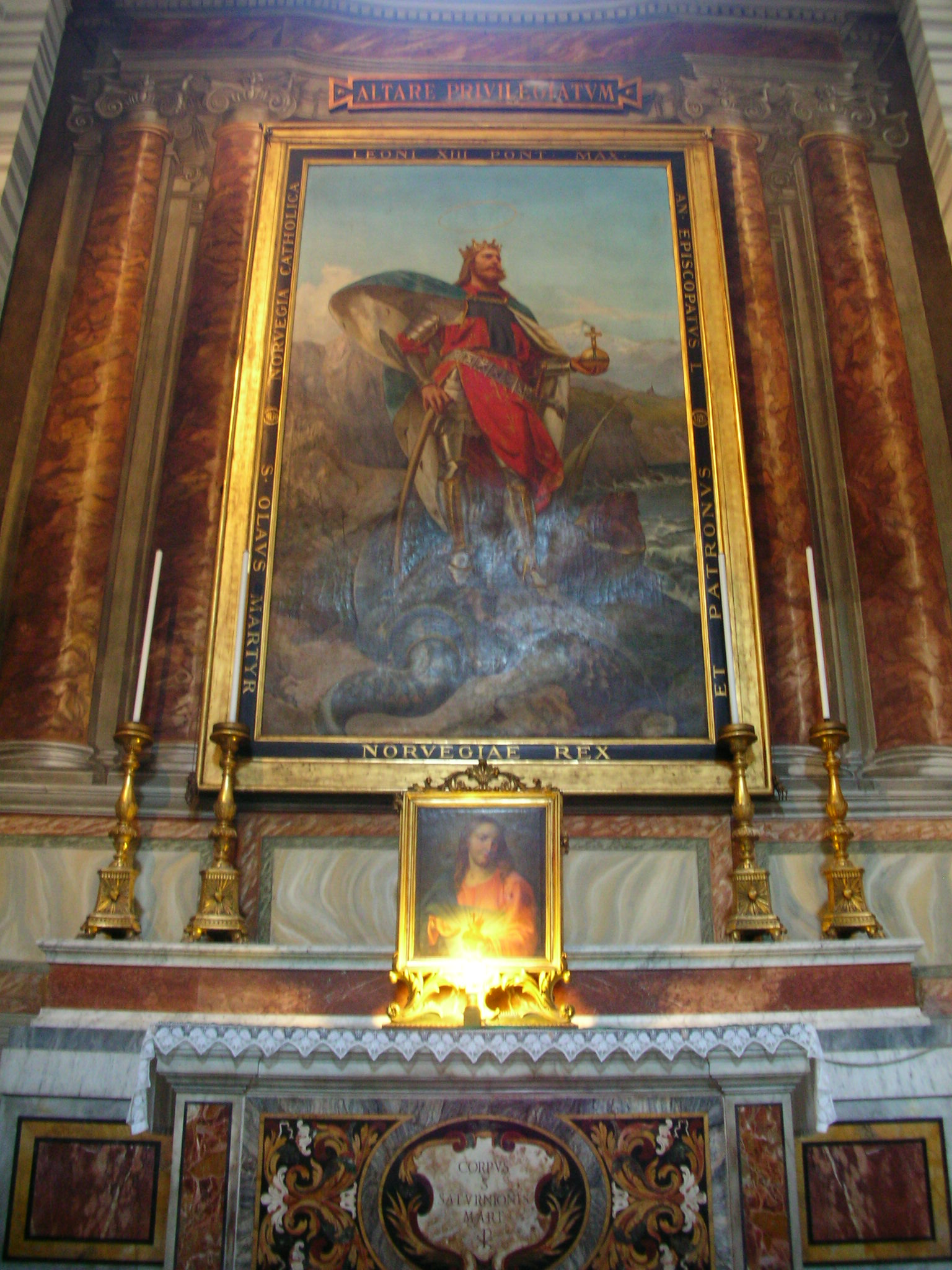
Sant'Olav II, re di Norvegia (1893). Opera di Pius Weloński

## Funzioni religiose
La messa viene celebrata in norvegese a Natale, il 17 maggio (Giorno della Costituzione) e il 16 ottobre (festa della conversione di Sant'Olav), e prendono parte molti espatriati norvegesi, anche non cattolici. Le messe da requiem vengono celebrate per i norvegesi con collegamenti con Roma. I gruppi di pellegrini norvegesi possono fissare un appuntamento per celebrare la messa qui, e a volte i gruppi di turisti vengono qui per i servizi ecumenici.